# Friendly Fascism
Friendly Fascism: The New Face of Power in America (deutsch etwa: „Freundlicher Faschismus, das neue Gesicht der Macht in Amerika“) ist eine Publikation von Bertram Gross aus dem Jahre 1980. Das Buch untersucht die Geschichte des Faschismus und beschreibt, ausgehend vom Wachstum des Großkapitals und der Großregierung, mögliche politische Szenarien für die Zukunft der Vereinigten Staaten.
Laut einer 1981 in der Zeitschrift Crime and Social Justice erschienenen Rezension wird das Buch als „zeitgemäße“ Behandlung eines Themas beschrieben, das ernsthafte Beachtung erfordere. Es handelt von den Gefahren des Faschismus und konzentriert sich dabei in erster Linie auf die Vereinigten Staaten, ist sich aber bewusst, dass der Monopolkapitalismus international verstanden werden muss, da der Kapitalismus „keine nationale Produktionsweise ist“.

## Rezeption
Laut Jason Epstein, Herausgeber, Verleger und Buchkritiker der New York Review of Books, „spiegelt der Freundliche Faschismus [...] das unter Liberalen wie Konservativen offenbar weit verbreitete Gefühl wider, dass sich die Demokratie in Amerika selbst ausgespielt hat: dass die Amerikaner bald nicht mehr in der Lage sein werden, sich selbst zu regieren.“
Laut Gaddis Smith, einem emeritierten Geschichtsprofessor an der Yale University und Experten für amerikanische Außenbeziehungen, ist das Buch eine „aufschlussreiche Klage über das Anwachsen zentralisierter Macht durch ein Bündnis von Wirtschaft und Regierung unter der Leitung gesichtsloser Manager, die [...] die Demokratie durch eine Form des wohlwollenden Faschismus ersetzen.“ Für das Eclectica Magazine kommentiert Rezensent Dale Wharton, das Buch biete „eine schwache Hoffnung auf die Abwendung des Neofaschismus“, er schlägt jedoch als möglichen Ausgleich vor, den Anspruch zu erhöhen, insbesondere durch „die Festlegung klarer, hoch gesteckter Ziele, die breit genug sind, um eine große Mehrheit zu erreichen.“ Hilfe könnte von Insidern kommen, da „aus allen Ebenen des Establishments die Sehnsucht nach angemessenen Beschäftigungsmöglichkeiten aufsteigt, die von Ausbeutung durch Konsumenten, Umweltzerstörung oder Militarismus losgelöst sind.“
Der Rezensent Dennis Phillips stellt im Australian Journal of Law & Society fest, dass Gross sein Buch Friendly Fascism schrieb, bevor Ronald Reagan Präsident der Vereinigten Staaten geworden war, aber Reagans Vereinigte Staaten, die zum Teil als Ergebnis der in dem Buch beschriebenen neofaschistischen Techniken vermutet wurden, hatten „bewiesen [...], dass Bertram Gross ein erstaunlich scharfsinniger Prophet ist. [...] Die Beweise [in dem Buch] sind verblüffend.“
Laut einer Buchbesprechung in der Zeitschrift Crime and Social Justice von Gregory Shank vom Institute for the Study of Labor and Economic Crisis, wurde Friendly Fascism „geschrieben, um die Leser auf eine klare und gegenwärtige Gefahr in der gegenwärtigen Entwicklung der amerikanischen Politik aufmerksam zu machen.“
In jüngerer Zeit, im Jahr 2016, löste das Buch unmittelbar nach der Wahl von Donald Trump zum Präsidenten die folgende Antwort von Michael Moore aus: „Die nächste Welle von Faschisten wird nicht mit Viehwaggons und Konzentrationslagern kommen, aber sie werden mit einem Smiley-Gesicht und vielleicht einer Fernsehshow kommen. [...] So werden die Faschisten des 21. Jahrhunderts im Wesentlichen die Macht übernehmen.“